# Martinskirche (Müllheim)

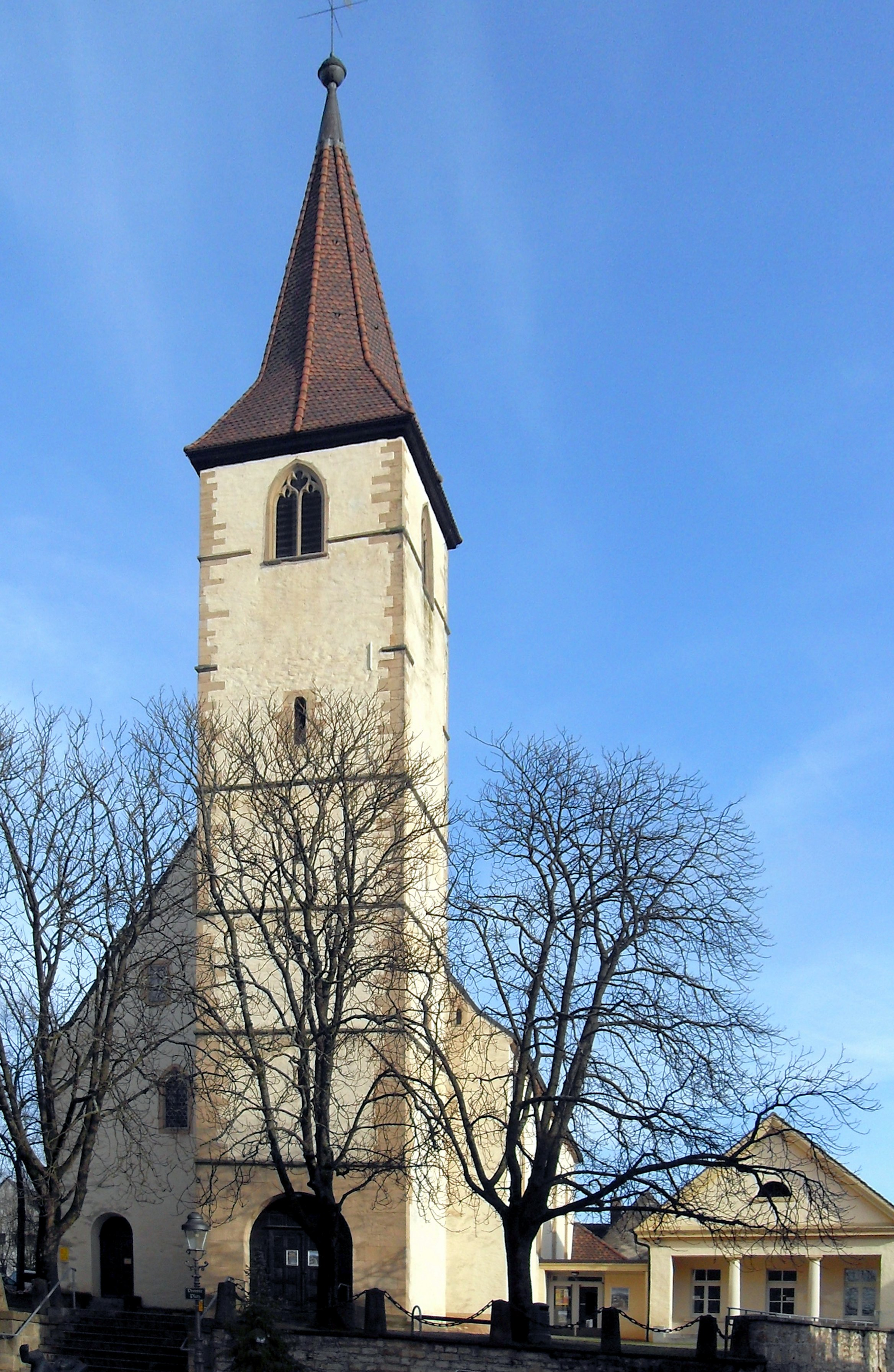
Martinskirche von Westen

Die Martinskirche in Müllheim im Markgräflerland im Landkreis Breisgau-Hochschwarzwald ist eine ehemalige Pfarrkirche, die heute als Fest-, Kunst- und Konzertraum der Stadt dient. Das Gebäude steht an der Wilhelmstraße im alten Kern „Ober Müllheims“ auf einem nach Westen und Süden abfallenden Moränen-Hügel. Es wurde auf den Fundamenten einer römischen Villa und einer frühmittelalterliche Kirche erbaut und ist im Denkmalbuch Baden-Württemberg als Kulturdenkmal eingetragen.

## Bau- und Kirchengeschichte
Bei archäologischen Untersuchungen im Rahmen der umfassenden Restaurierung zu Beginn der 1980er-Jahre wurden im Fundament des Gebäudes Mauerreste des Süd- und des Westflügels einer römischen Villa rustica mit Innenhof entdeckt und Teile einer Hypokaust-Heizung im westlichen Kircheninneren sichtbar gemacht. Reste von Mosaikfußböden und Wandmalerei deuten auf eine kostbare Innenausstattung des Gebäudes hin, das vermutlich eine der größten Römervillen im Oberrheintal war.
Im frühen Mittelalter wurden die Plätze solcher ehemaligen Römervillen öfter für Kirchbauten gewählt. Eine erste Kirche konnte archäologisch nicht erschlossen werden, ist jedoch als Holzbau anzunehmen. Sie wurde im 8. Jahrhundert von einem fränkischen Ehepaar gestiftet und trug bereits das Patrozinium des hl. Martin von Tours, des Nationalheiligen der Franken. Der Steinsarkophag der Stifter wurde 1980 gehoben und befindet sich nun im Markgräfler Museum Müllheim.
In der ersten Hälfte des 11. Jahrhunderts wurde eine Steinkirche errichtet, ein rechtwinkliger Raum mit halbrunder Apsis. Die geostete Kirche erhielt später nördlich einen Annex in der Länge des Kirchenschiffs, in einer späteren Bauphase wurde die Apsis durch einen rechteckigen Chorraum ersetzt. In der zweiten Hälfte des 14. Jahrhunderts kam der bis heute erhaltene Westturm hinzu, in dessen tonnengewölbter Eingangshalle sich Wandmalereien mit Darstellungen des Jüngsten Gerichts befinden. Der Turm im Westen des Gebäudes mit dem für das Markgräflerland typischen Käsbissendach gilt als ältestes erhaltenes Bauwerk der Stadt.
Am 1. Juni 1556 schloss sich Markgraf Karl II. und damit auch seine Untertanen der Reformation an. Die Martinskirche wurde protestantische Pfarrkirche von Müllheim.
Seine aktuelle Gestalt erhielt das Gebäude 1610 im Stil der Nachgotik; der Turm blieb dabei erhalten.
Die in neugotischem Stil aus rotem Sandstein erbaute „Stadtkirche“ in der Werderstraße wurde 1881 eingeweiht. Vor dem Kirchenbau diente die Martinskirche der evangelischen Gemeinde als Gotteshaus.
Ende des 16. Jahrhunderts wurde der Kirchenraum mit umfangreicher Dekoration ausgestattet in Form einer – „im badischen Südwesten einzigartigen“ – gemalten kolossalen Säulengliederung und ornamentalen Fensterrahmung im Stil des deutschen Frühbarock. Beachtlich sind die Epitaphen des markgräflichen Oberamtmanns Hans Markgraf von Habsperg († 1583) und dessen Gemahlin († 1589) an der nördlichen Seitenwand.
In einem heute in der Dauerausstellung Archäologie und Geologie im Markgräfler Museum Müllheim zu findenden, in merowingische Zeit (500 bis 750) zu datierenden Sarkophag waren eine Frau und ein Mann bestattet, vermutlich die Stifter der ersten Kirche hier.
Belege vom Anfang des 18. Jahrhunderts geben Hinweise, dass der Müllheimer Friedhof von der Martinskirche in „Ober Müllheim“ zur Margarethenkapelle im „Nieder Müllheim“ verlegt wurde. Mit dem Aufschwung der Stadt im 19. Jahrhundert errichtete die protestantische Kirchengemeinde unterhalb an der Werderstraße zentral gegenüber dem Amtsgericht einen stattlicheren und repräsentativeren Neubau, die „Stadtkirche“: Für lange Zeit der Amtssitz des Müllheimer Dekans gewesen, wurde die Martinskirche 1881 entwidmet und ging in städtischen Besitz über.

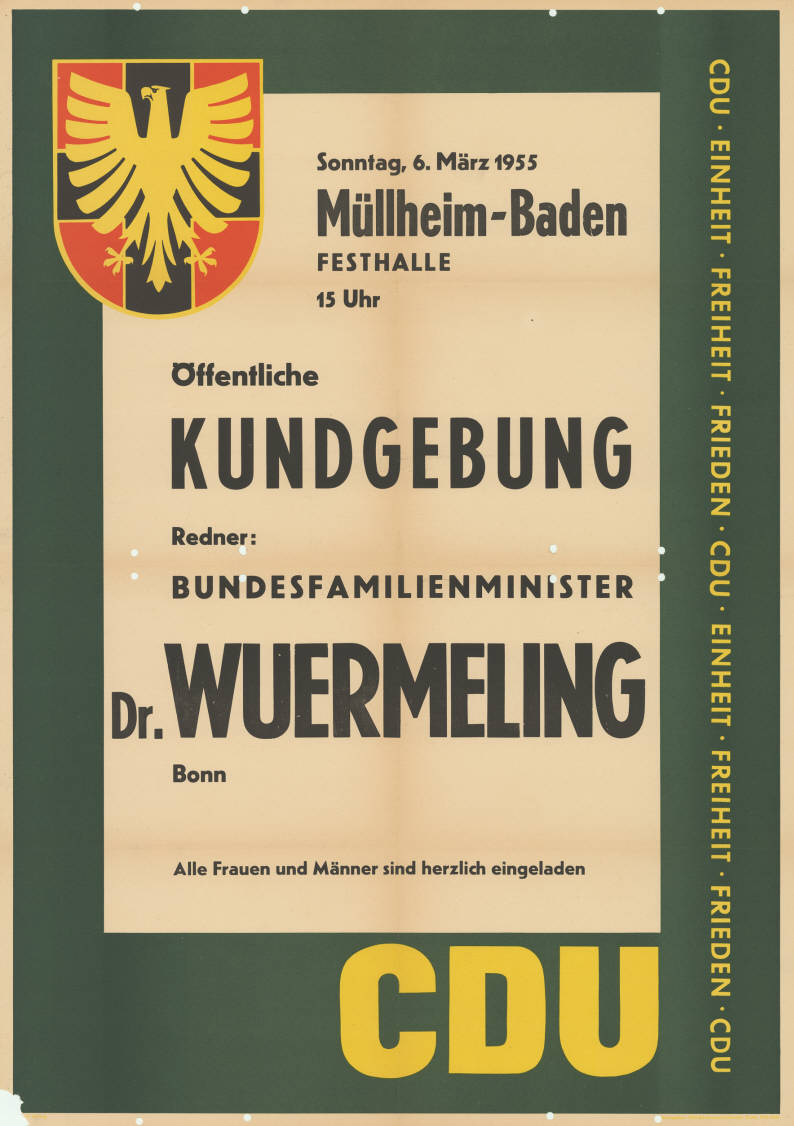
Plakat von 1955: „Festhalle Müllheim - Baden“ – die profanierte Martinskirche

Bis zur umfassenden Sanierung, Konservierung und Renovierung 1979 bis 1982 wurde das Gebäude zu unterschiedlichen weltlichen Zwecken genutzt, zum Beispiel als Lagerraum, für Gewerbeausstellungen oder als Kriegsgefangenen-Lager. Von 1921 bis zum Neubau des „Bürgerhauses“ Mitte der 1970er-Jahre war es städtische Festhalle.
Mit einer als „ausgezeichnet“ betitelten Akustik und nahezu 300 Sitzplätzen dient das Anwesen heute säkularisiert und in einen sakralen Zustand zurückversetzt u. a. kulturellen Veranstaltungen als festlicher Rahmen; auch die Eröffnungsveranstaltung für das jährliche Stadtfest findet hier statt. 2008/2010 wurden die Fresken im Eingangsbereich aus dem 14. Jahrhundert konserviert und die Empore restauriert, im September 2022 ein Steinway-Flügel angeschafft.